# Sound of Music
För andra betydelser, se Sound of Music (olika betydelser).
Sound of Music är en amerikansk musikal från 1959, delvis baserad på verkliga händelser. Manuset är av Howard Lindsay och Russel Crouse, medan musiken är Richard Rodgers och sångtexterna av Oscar Hammerstein II. Filmatiseringen från 1965 anses vara en av filmhistoriens största musikalsuccér.
Musikalen bygger på en självbiografisk roman av Maria von Trapp.

## Synopsis
Maria är en ung novis i Salzburg. Hon skickas iväg från sitt kloster för att bli barnsköterska åt Georg von Trapp som är en änkling med sju barn. I början är barnen elaka mot henne, precis som mot de föregående guvernanterna, men hon lär barnen att sjunga och lyckas på det sättet få dem att tycka om henne. Maria blir så småningom även kär i Georg. Han har dock redan ett förhållande med en baronessa. Men efter olika turer lämnar baronessan honom, och Maria och Georg gifter sig. En dag tar nazisterna över i Österrike och de kräver att Georg går i tjänst på nytt. Under en sångfestival lyckas familjen fly över bergen till Schweiz.
I filmen från 1965 spelas Maria av Julie Andrews och Georg von Trapp av Christopher Plummer. Filmen regisserades av Robert Wise och vann en Oscar för bästa regi. Sean Connery var ett av Robert Wise förslag till den som skulle spela Georg von Trapp.

## Roller
- Georg von Trapp. Baron
- Maria Rainer. Guvernant
- De sju barnen von Trapp
  - Liesl 16 år
  - Friedrich 14 år
  - Louisa 13 år
  - Kurt 11 år
  - Brigitta 10 år
  - Marta 7 år
  - Gretl 5 år
- Max Detweiler. Georgs vän
- Elsa Schröder. Baronessa, von Trapps tilltänkta
- Rolfe Gruber. Brevbärare
- Frau Schmit. Husföreståndarinna
- Franz. von Trapps butler
- Abbedissan
- Syster Berthe
- Syster Margaretta
- Syster Sophia
- Herr Zeller. Gauleiter, en regional nazistledare
- Amiral Brinkmann

## Uppsättningar
The Sound of Music hade urpremiär på Broadway i New York den 16 november 1959, totalt gavs 1 443 föreställningar. Bland huvudrollsinnehavarna fanns Mary Martin som Maria och Theodore Bikel som von Trapp. Regissör var Vincent J. Donehue. Uppsättningar gjordes ganska snart i London (1961, 2 385 föreställningar) och i Melbourne, och musikalen har sedan dess regelbundet satts upp runt om i världen.
Svensk urpremiär hade musikalen på Skövde Operettsällskap numera Skövde Scenproduktion1977. Därefter har den satts upp på Folkan 1982 med Per Myrberg som von Trapp, Ann-Charlotte Björling som Maria, Ulla Sallert som Abbedissan och Pernilla Wahlgren som Louisa von Trapp och på Göta Lejon 1995 med Carola Häggkvist och Tommy Körberg (senare Christer Sjögren) i huvudrollerna.
Den sattes upp på Göteborgsoperan med premiär den 17 oktober 2003.
 och åter 2007–2008 på Göta Lejon i Stockholm. Huvudroller hade Pernilla Wahlgren och Tommy Nilsson. Den uppsättningen åkte även på turné april-maj 2008.